# De Sierkan (Haarlem)
De Sierkan was een industriële melkinrichting in de Noord-Hollandse stad Haarlem. De fabriek werd in 1903 geopend en was gelegen op de hoek Zijlweg en Zijlsingel in het Garenkokerskwartier vlak tegenover de Binnenstad. In 1971 werd de Haarlemse vestiging gesloten, nadien twee jaar eerder een gedeelte van zijn activiteiten al waren verplaatst naar Hoorn. In 1974 gingen de fabrieksgebouwen tegen de vlakte om plaats te maken voor kantoorpanden van de sociale dienst.

## Geschiedenis
In 1903 is de Haarlemse melkinrichting in werking gekomen. Er werd door middel van mechanische en industriële verwerking van melk allerlei melkproducten gemaakt. Deze manier van verwerking van melk stond destijds in de kinderschoenen en voor die tijd zorgden boeren vaak zelf voor de levering van melk bij vaste afnemers of tussenpersonen.
In het eerste jaar werden 459 flessen gevuld. En al snel beschikte De Sierkan over een eigen boerderij met negen tbc-vrije koeien in de Haarlemmerhout. Deze koeien stonden onder scherp medisch toezicht en werden gehouden onder bijzonder hygiënische omstandigheden. De melk van deze koeien werd verkocht als ‘kindermelk’. Enkele jaren later werd ook een boerderij in Cruquius, Haarlemmermeer aan het bedrijf toegevoegd. De melk die daar vandaan kwam stond onder rabbinaal toezicht, zodat het koosjer genoemd mocht worden.
In 1924 wordt begonnen met de mechanische productie van ijs ter consumptie. Hiermee had de fabriek een landelijke primeur. Dit was destijds een ongewoon product en collega-bedrijven en de raad van commissarissen waren dan ook sceptisch. Het vervaardigde roomijs werd door De Sierkan zelfs bij belangstellenden aan huis verkocht.
Na de Tweede Wereldoorlog groeide de productie van de Sierkan snel. Zo werd in 1950 dagelijks 16.700 flessen gevuld. In 1962 gaat dit om 225.000 flessen per dag. Ook heeft de fabriek dan de beschikking over een koelcel met een capaciteit van 140.000 flessen. Deze flessen zijn, naast melk ook gevuld met yoghurt, room, karnemelk, chocolademelk, vla's en pap.
In 1961 lag de productie van ijs rond één miljoen liter, dat goed was voor zo’n dertien miljoen ijsjes die in de periode tussen Pasen en half september werden verkocht.
Melkinrichting groeit in de jaren 60 van de 20e eeuw uit haar jasje. Met zijn locatie dicht aan de rand van de Haarlemse binnenstad klaagden omwoners over de overlast die de fabriek veroorzaakte. Dit beklag bereikte zelfs koningin Juliana. In 1969 verhuist de ijsproductie naar Hoorn en twee jaar later werden alle overige fabrieksactiviteiten gestaakt.
In 1974 werd, de door de jaren heen steeds verder uitgedijde, melkfabriek gesloopt. Op de plaats van het fabriekscomplex verrees een kantoorpand, waar de sociale dienst (UWV) haar intrek nam. Sinds 2018 is het in gebruik als hotel. De inrichting van het hotel verwijst met zijn lampen in de vorm van melkflessen en de foto’s van koeien nog naar het verleden.

## Inrichting
De melkinrichting beschikte over onder meer laboratoria, lokalen voor sterilisatie en pasteurisatie, expedities met koelkamers, een karn- en centrifugelokaal, een kaasmakerij, een pekelkelder voor de kaas, een boterkelder, een kaaspakhuis en een paardenstal. Haarlemmers konden zich verpozen in de melksalon op de hoek.

## Galerij

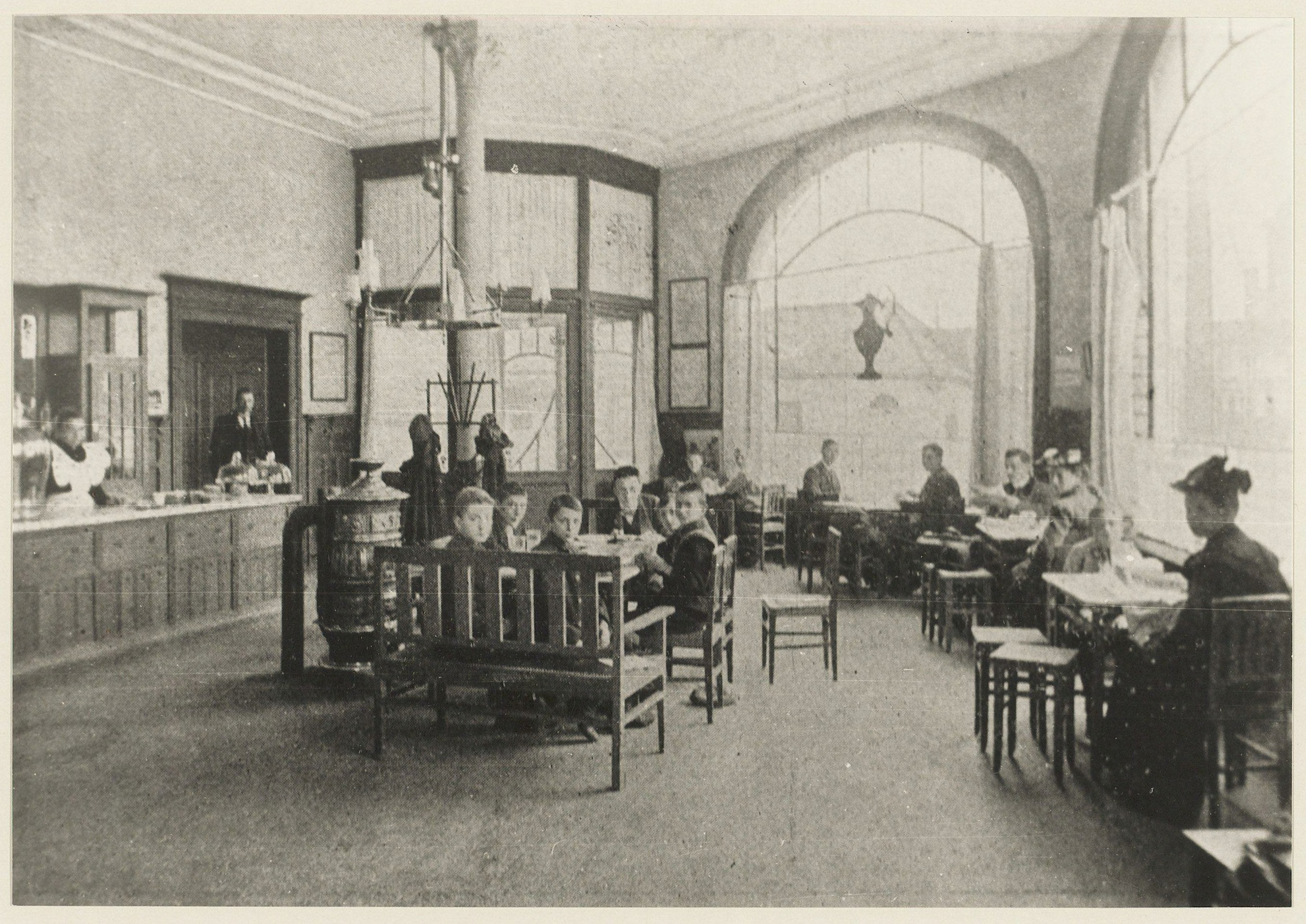
De melksalon van de Sierkan aan de Zijlsingel hoek Zijlweg anno 1904.
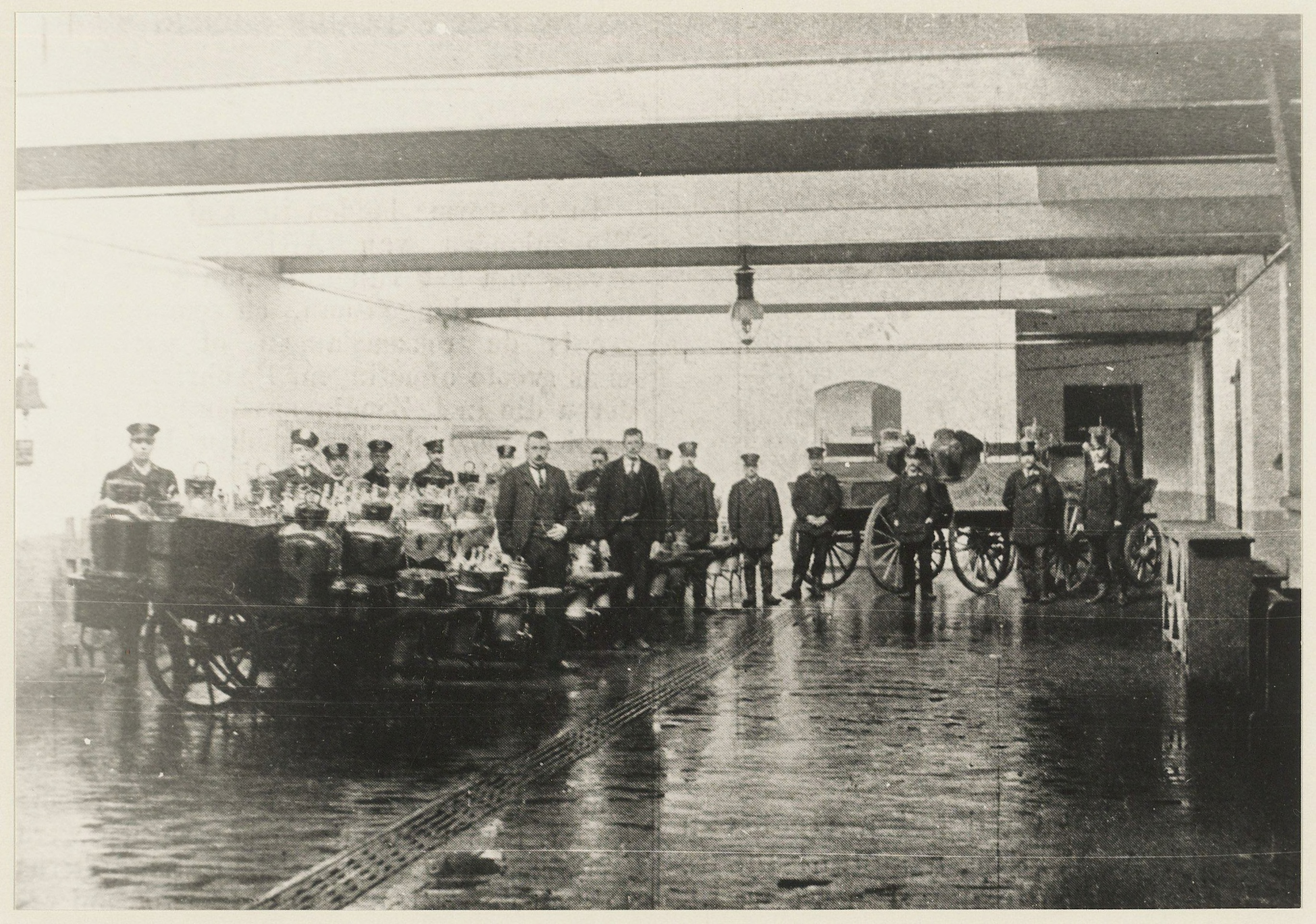
De expeditieruimte van de Sierkan aan de Zijlsingel hoek Zijlweg anno 1904.
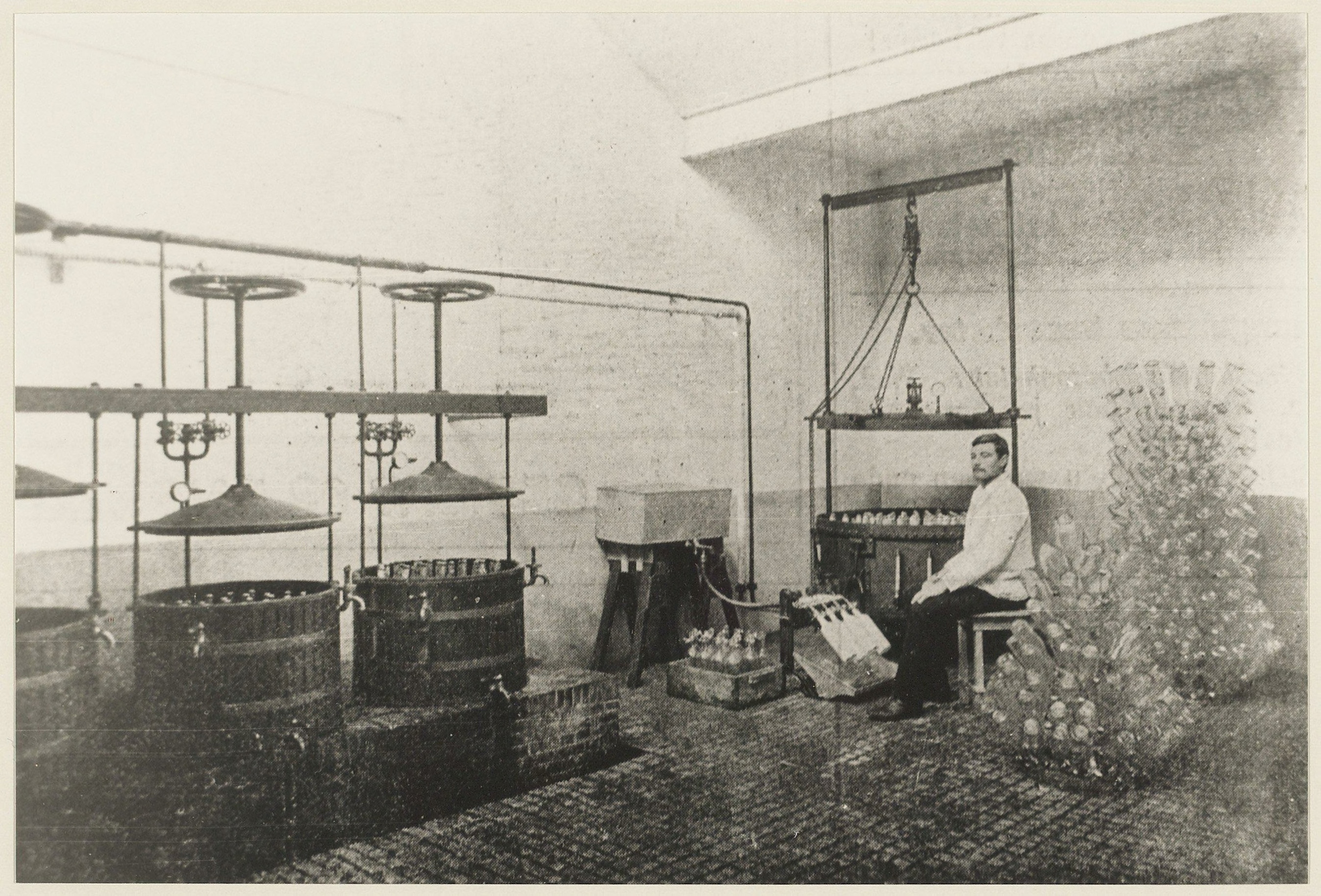
Pasteuriseer- en steriliseerkamer bij de Sierkan aan de Zijlsingel hoek Zijlweg anno 1904.
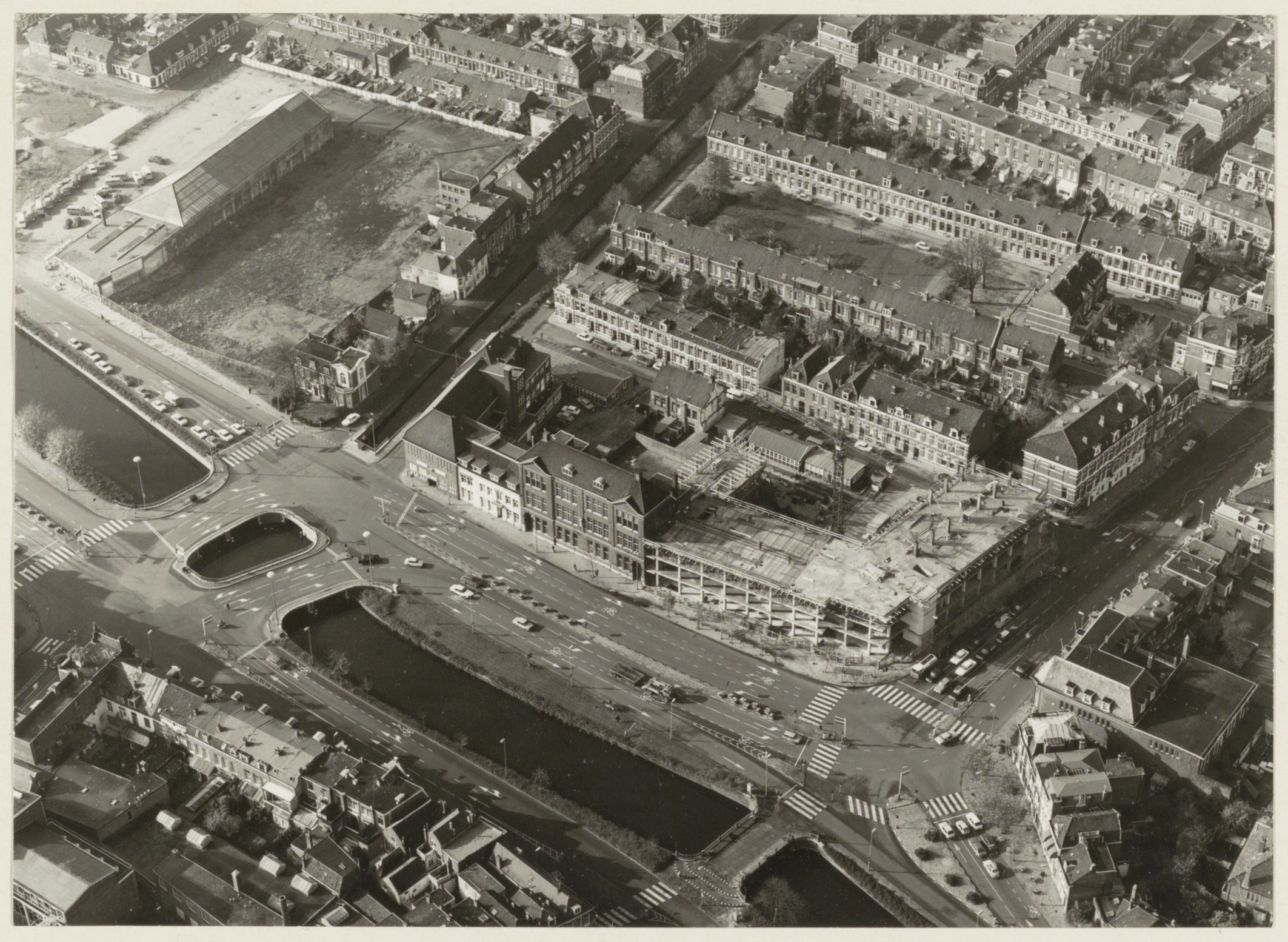
Panorama van het stadsdeel bij de Zijlsingel waar gebouwd wordt aan het kantoor van de Sociale Dienst op de hoek van de Zijlweg.